# Lithospermum diversifolium
Lithospermum diversifolium är en strävbladig växtart som beskrevs av Dc. Lithospermum diversifolium ingår i släktet stenfrön, och familjen strävbladiga växter. Inga underarter finns listade i Catalogue of Life.